# Couladère
Couladère (em occitano:  Coladèra) é uma comuna francesa na região administrativa da Occitânia, no departamento do Alto Garona. Estende-se por uma área de 2.18 km², com 417 habitantes, segundo o censo de 2018, com uma densidade de 190 hab/km².